# Laurentius Schlieker
Laurentius Schlieker OSB (* 27. April 1951 in Castrop-Rauxel) ist ein deutscher Benediktinermönch, Kirchenmusiker und frei resignierter Abt der Abtei Gerleve.

## Leben
Marian Schlieker trat 1969 der Benediktinerabtei Gerleve bei, wo er den Ordensnamen Laurentius annahm. Er studierte Theologie und Philosophie sowie Gregorianik an der Benediktinerhochschule Sant’Anselmo in Rom und in Aachen. Nach seiner Profess am 16. April 1974, empfing er die Priesterweihe am 10. August 1976 durch Reinhard Lettmann, Bischof von Münster. Neben seiner seelsorgerischen Arbeit betreute er eine Vortrags- und Konzertreihe der Abtei Gerleve. Von 1993 bis 1998 war er Archivar der Abtei Gerleve und veröffentlichte historische Arbeiten über die Abtei.
2006 wurde er durch den Konvent zum Prior-Administrator gewählt. Am 24. August 2009 erfolgte die Wahl zum fünften Abt von Gerleve und Nachfolger von Pius Engelbert. Die Abtsweihe in der Gerlever Abteikirche spendete ihm am 24. Oktober 2009 der Bischof von Münster, Felix Genn. Sein Wappenspruch ist ubi vult spirat (Er weht, wo er will.).
2008 initiierte er die Gründung der Stiftung Abtei Gerleve zur Unterstützung der Abtei Gerleve.
Am 19. April 2020 trat Abt Laurentius, wie am 15. Dezember 2019 angekündigt worden war, aus gesundheitlichen Gründen von seinem Amt als Abt von Gerleve zurück. Am 15. August 2020, dem Hochfest Mariä Aufnahme in den Himmel, wählten die Gerlever Mönche gemäß den Statuten der Beuroner Kongregation Pater Andreas Werner zu seinem Nachfolger.

## Musik
Laurentius Schlieker studierte von 1980 bis 1982 am Konservatorium des St. Gregoriushauses (später: Katholische Hochschule für Kirchenmusik St. Gregorius) in Aachen. Er unterrichtete Gregorianik an der Hochschule für Kirchenmusik der Evangelischen Kirche von Westfalen (1987–1993) und an der Hochschule für Musik Detmold am Standort Dortmund (1988–1992).
Er gilt als hervorragender Organist und Kirchenmusiker. Seit 1985 gibt er Konzerte im In- und Ausland und hat CDs, teilweise mit anderen Künstlern, mit Eigenkompositionen und Orgelmeditationen veröffentlicht.

## Veröffentlichungen
- Brigitte Trennhaus (Foto), Laurentius Schlieker (Musik): Korrespondenz, Stadtmuseum Ratingen 1991 (Buch mit CD)
- Laurentius Schlieker (Orgel), Artis Gaga (Saxophon): Medieval Chants and Improvisations,  Centaur Records 2001 (CD)
- Laurentius Schlieker: Download Nachtwache – Eine Psalmenliturgie für Orgel, 2002 (CD)
- Laurentius Schlieker: Improvisatorische Skizzen für Orgel, 2005 (CD)
- Markus Nolte (Autor), Marian Reke (Autor), Resi Borgmeier (Illustratorin), Laurentius Schlieker (Instrumentalsolist): Exercitium: 40 Tage auf Ostern zu, Dialogverlag 2005, ISBN 978-3-937961-00-2 (Buch mit CD)